# Бъкминстърфулерен
Бъкминстърфулеренът е химично съединение, вид фулерен, със сферична молекула и химична формула C60. Той е синтезиран за пръв път през 1985 година от британеца Хари Крото и американците Ричард Смоли и Робърт Кърл, които получават за това Нобелова награда за химия през 1996 година. Бъкминстърфулеренът е първият открит фулерен, както и най-разпространеният в природата, тъй като се среща в малки количества в саждите. Наречен е на американския инженер Бъкминстър Фулър, тъй като формата на молекулата му напомня на свързвания с Фулър геодезичен купол. Минералът се нарича фулерит.
Въглеродният скелет има формата на пресечен икосаедър, който е едно от архимедовите тела; състои се от петоъгълници, всеки от които е заобиколен от шестоъгълници. Дванадесетте петоъгълника образуват раздалечен додекаедър.